# Patricio Abella Buzon
Patricio Abella Buzon SDB (* 14. März 1950 in San Nicolas, Philippinen) ist ein philippinischer Ordensgeistlicher und Bischof von Bacolod.

## Leben
Patricio Abella Buzon trat in die Ordensgemeinschaft der Salesianer Don Boscos ein und empfing am 8. Dezember 1976 das Sakrament der Priesterweihe.
Am 27. Dezember 2002 ernannte ihn Papst Johannes Paul II. zum Bischof von Kabankalan. Der Erzbischof von Cebu, Ricardo Kardinal Vidal, spendete ihm am 19. Februar 2003 die Bischofsweihe; Mitkonsekratoren waren der Bischof von Maasin, Precioso Cantillas SDB, und der Bischof von Bacolod, sein Amtsvorgänger Vicente Macanan Navarra. Die Amtseinführung erfolgte am 12. März desselben Jahres.
Papst Franziskus ernannte ihn am 24. Mai 2016 zum Bischof von Bacolod.